# Farmacevtska fakulteta v Tuzli
Farmacevtska fakulteta (izvirno bosansko Farmaceutski fakultet u Tuzli), s sedežem v Tuzli, je fakulteta, ki je članica Univerze v Tuzli.
Trenutni dekan je prof. dr. Lejla Begić.